# Rucewo, Tỉnh Warmian-Masurian
Rucewo [ruˈt͡sɛvɔ] (Đức Rotzung) là một ngôi làng ở quận hành chính của Gmina Zalewo, trong Ilawa County, WARMIŃSKO-MAZURSKIE, ở miền bắc Ba Lan. Nó nằm khoảng 8 kilômét (5 mi) phía tây nam Zalewo, 23 km (14 mi) phía bắc Iława và 64 km (40 mi) về phía tây của thủ đô khu vực Olsztyn.